# ديوغو كاريرا
ديوغو كاريرا مواليد 2 ديسمبر 1978 في باريرو، البرتغال، هو لاعب كرة سلة برتغالي سابق. بدأ مسيرته الاحترافية في سنة 1997. يبلغ طوله 5 قدم 11 بوصة (1.8 م). اعتزل اللعب في 2016.

## المسيرة الاحترافية
لعب مع باريرينسي لكرة السلة في موسم 2004–2005، ثم لعب مع بالينينسيس لكرة السلة من سنة 2005 إلى 2008، ثم لعب مع بنفيكا لكرة السلة من سنة 2008 إلى 2016.

## الإنجازات
- الدوري البرتغالي لكرة السلة (6): 2008–09، 2009–10، 2011–12، 2012–13، 2013–14، 2014–15
- كأس البرتغال لكرة السلة: 2013–14، 2014–15، 2015–16
- كأس الدوري البرتغالي لكرة السلة: 2010–11، 2012–13، 2013–14، 2014–15
- كأس السوبر البرتغالية لكرة السلة (6): 2009، 2010، 2012، 2013، 2014، 2015

## روابط خارجية
- ديوغو كاريرا على موقع ريلجم (الإنجليزية)
- ديوغو كاريرا على موقع بروبوليرز (الإنجليزية)